# Adiantoides
Adiantoides è un genere estinto di mammiferi erbivori, appartenente ai litopterni. Visse nell'Eocene medio/superiore (circa 37 - 33 milioni di anni fa) e i suoi resti fossili sono stati ritrovati in Sudamerica.

## Descrizione
Questo animale era di piccola taglia, e doveva di poco superare le dimensioni di un gatto. 
Il cranio era piuttosto primitivo, e assomigliava a quello di alcuni condilartri del Paleocene e dell'Eocene. L'orbita era grande e in posizione mediana, il muso non particolarmente allungato e la scatola cranica piuttosto piccola. L'osso frontale era dotato di una piccola apofisi postorbitale, e non vi era alcuna regressione delle ossa nasali, al contrario di quanto avveniva in altri litopterni come Cramauchenia. Vi era inoltre un elemento enigmatico vicino al basisfenoide, che lascia supporre una struttura speciale della regione uditiva. La sinfisi mandibolare era robusta. La dentatura era completa e brachidonte; riguardo ai denti superiori, i primi due incisivi erano piccoli, mentre il terzo era ben sviluppato, e il canino era leggermente più grande del terzo incisivo. I premolari crescevano progressivamente di taglia dal primo al quarto, e vi era una forte piega del parastilo. 

## Classificazione
Adiantoides venne descritto per la prima volta nel 1949, sulla base di fossili comprendenti un cranio e una mandibola quasi completi rinvenuti nella provincia di Mendoza, in Argentina. La specie tipo è Adiantoides leali, dell'Eocene superiore; successivamente, nel 1983 è stata descritta un'altra specie basata su una mandibola parziale, A. magnus, proveniente da terreni più antichi (Eocene medio) nella zona di Cañadón Vaca nella provincia di Chubut, in Argentina.
Adiantoides è il genere meglio conosciuto della famiglia degli adiantidi (Adianthidae), un gruppo di litopterni di piccole dimensioni ma dotati di dentature caratteristiche. In particolare, Adiantoides sembrerebbe essere strettamente imparentato con l'arcaico Indalecia, e con quest'ultimo è posto nella sottofamiglia Indaleciinae. 